# IC 2756
IC 2756 је спирална галаксија у сазвјежђу Лав која се налази на листи објеката дубоког неба у Индекс каталогу.
Деклинација објекта је + 9° 57' 36" а ректасцензија 11h 22m 1,0s. Привидна величина (магнитуда) објекта IC 2756 износи 15,2 а фотографска магнитуда 16,0.